# Merrilee Fullerton
Pour les articles homonymes, voir Fullerton.
Merrilee Fullerton est une femme politique provinciale canadienne de l'Ontario.

## Biographie
Née à Whitehorse au Yukon, Fullerton grandit ensuite dans le quartier de Beaverbrook (en) de Kanata près d'Ottawa.
Elle étudie ensuite la médecine à l'Université d'Ottawa. Durant sa pratique, elle siégea comme représentante au Ontario Medical Association Council et comme déléguée au Conseil de l'association canadienne médicale. De 2004 à 2007, elle est chroniqueuse au Ottawa Citizen.

## Politique
Elle fait son entrée à l'Assemblée législative à titre de député progressiste-conservateur dans Kanata—Carleton en 2018.
En juin 2018, elle devient ministre de la Formation et des Collèges et Universités (en) jusqu'en juin 2019 date à laquelle elle devient ministre des Soins de longue durée (en).